# Deuda interna
La deuda interna es la parte de la deuda nacional o pública de un país cuyos acreedores son ciudadanos del mismo, en contraposición a la deuda externa.
Para solventarla y conseguir la generación de dinero, el gobierno hace uso de la vía del préstamo para obtener efectivo en lugar de emitir más billetes o monedas. El dinero creado de esta manera puede ser intercambiado con otros agentes económicos, pero rara vez puede ser gastado en bienes y servicios. 
La deuda interna está compuesta por infinidad de colocaciones en el mercado interno, en forma de bonos o valores que "reciben" los bancos comerciales del Estado y que "aceptan" las instituciones públicas.